# Lexington (Nueva York)
Lexington es un pueblo ubicado en el condado de Greene en el estado estadounidense de Nueva York. En el año 2000 tenía una población de 830 habitantes y una densidad poblacional de 4.0 personas por km².

## Geografía
Lexington se encuentra ubicado en las coordenadas 42°12′54″N 74°23′5″O / 42.21500, -74.38472.

## Demografía
Según la Oficina del Censo en 2000 los ingresos medios por hogar en la localidad eran de $29,375, y los ingresos medios por familia eran $39,583. Los hombres tenían unos ingresos medios de $26,250 frente a los $31,000 para las mujeres. La renta per cápita para la localidad era de $20,471. Alrededor del 12.9% de la población estaban por debajo del umbral de pobreza.